# Babban Tapki Bougage
Babban Tapki Bougage (auch: Babantapki Bougage, Baban Tapki Bougage) ist ein Dorf im Arrondissement Zinder V der Stadt Zinder in Niger.

## Geographie
Das von einem traditionellen Ortsvorsteher (chef traditionnel) geleitete Dorf befindet sich südlich des Stadtzentrums im ländlichen Gemeindegebiet von Zinder, der Hauptstadt der gleichnamigen Region Zinder. Zu den umliegenden Orten zählen das Dorf Efadalan im Norden, der Weiler Agama Karama im Osten, der Weiler Tounfafi im Südosten und das Dorf Garin Goussoum im Süden.
Wie im gesamten Gemeindegebiet von Zinder herrscht das Klima der Sahelzone vor, mit einer durchschnittlichen jährlichen Niederschlagsmenge zwischen 300 und 400 mm.

## Bevölkerung
Bei der Volkszählung 2012 hatte Babban Tapki Bougage 204 Einwohner, die in 33 Haushalten lebten. Bei der Volkszählung 2001 betrug die Einwohnerzahl 148 in 27 Haushalten und bei der Volkszählung 1988 belief sich die Einwohnerzahl auf 315 in 63 Haushalten.

## Wirtschaft und Infrastruktur
Es gibt eine Schule im Dorf.